# ベンフェルド
ベンフェルド （Benfeld、アルザス語:Bànfàld）は、フランス、グラン・テスト地域圏、バ＝ラン県のコミューン。

## 地理
ストラスブールの南にあるベンフェルドは、生態系に富んだ湿地帯であるポルト・デュ・リード地方に属している。ベンフェルド小郡の中心をなすこのまちは、イル川の西岸で成長した。

## 歴史
ベンフェルドは、ローマ軍駐屯地エレルムまたはヘルウェトゥム（407年にヴァンダル族が破壊）の内部にあった、まだ見つかっていない入植地に起源がある。ガロ＝ローマ時代にまちは再建されず、ベナヴェルディムの村を建てるため石が使われた。
ベンフェルドの名が現れるのは、769年にストラスブール司教エディンが記した古文書においてで、ヴィッラ・ベンヴェルティンとしてであった。後世の司教がベンフェルドの防衛用城壁を建設させ、神聖ローマ皇帝アルブレヒト1世が1306年に都市の地位を授けた。1349年、ベンフェルドにおいてアルザスの10の自由都市「十都市同盟」が会合を開き、ストラスブールとその保護下にある都市がペスト流行後にとるべき施策を審議した。1394年以降、ベンフェルドはストラスブール市の支配下に入った。1580年からはストラスブール司教公が設置した代官区がベンフェルドに置かれた。
三十年戦争中の1632年9月、住民が立てこもったベンフェルドはスウェーデン軍の攻撃に66日間耐えた。降伏後スウェーデン軍が入城し、ヴェストファーレン条約が締結される1650年まで占領された。まちを取り囲んでいた城壁は条約締結後に取り壊された。
アルザスの戦い後、1944年12月1日、ベンフェルドはフランス軍第2機甲師団スパッヒによって解放された。しかし1945年1月7日、ドイツ軍はストラスブールへ向けた積極的な攻勢を開始（ノルトヴィント作戦）、いくつかの失地回復を行いイル河岸に達しベンフェルド郊外に現れた。この深刻な事態に直面し、住民全体で避難しなければならず、ベンフェルドは1月20日にドイツ軍の猛烈な砲撃を受け火に包まれた。

## 人口統計
| 1962年 | 1968年 | 1975年 | 1982年 | 1990年 | 1999年 | 2006年 |
| ------ | ------ | ------ | ------ | ------ | ------ | ------ |
| 3449   | 3441   | 3798   | 4451   | 4330   | 4878   | 5260   |

参照元:EhessとINSEE · 

## 姉妹都市
- エッテンハイム、ドイツ